# Гай Галина Семенівна
Гали́на Семе́нівна Гаращенко, у шлюбі Гай (нар. 3 грудня 1956, Медведівка Чигиринського району Черкаської області — пом. 28 березня 2021, м. Біла Церква, Київська область) — українська поетеса, редакторка та письменниця. Член Національної спілки письменників України (2004).

## Життєпис
Народилася 3 грудня 1956 р. в с. Медведівка (Чигиринський район) Черкаської області. Закінчила факультет журналістики Київського державного університету ім. Т. Г. Шевченка (1982). Редакторка Білоцерківського книжкового видавництва «Буква» (м. Біла Церква, Київська область). Була головною редакторкою Київського обласного тому Національної книги пам'яті жертв Голодомору 1932–1933 років в Україні (2008).
Авторка збірок поем і віршів «Під корою вдаваного спокою» (2003), «Ера тонких енергій» (2005), «Доторк» (2006), «Не обминеш своїх доріг» (2011), «І Вічність яблуком впаде» (2016), повісті «Мій час, моя вода» (2018). Упорядниця кількох альманахів і антологій.
Померла в березні 2021-го внаслідок коронавірусної хвороби.

## Нагороди
- Орден «За заслуги» ІІІ ступеня (2008)[2] за вагомий особистий внесок у вшанування пам'яті жертв геноциду Українського народу у зв'язку з 75-ми роковинами Голодомору 1932—1933 років в Україні, подвижницьку діяльність, спрямовану на висвітлення правди про Голодомор.
- Лауреатка міської літературно-мистецької премії ім. І. С. Нечуя-Левицького (м. Біла Церква, 2006) та Київської обласної літературної премії імені Григорія Косинки (2011).